# روس كلارك
روس كلارك (بالإنجليزية: Ross Clark)‏ هو شاعر أسترالي، ولد في 30 أغسطس 1953.